# Fabbrica Durini
Fabbrica Durini (Fabbrica in dialetto brianzolo, AFI: [ˈfabrika]) è l'unica frazione geografica del comune italiano di Alzate Brianza: è posta a sudest del centro abitato, verso Cremnago.

## Storia
Fabbrica fu un antico comune del Milanese.
Registrato agli atti del 1751 come un villaggio di 325 abitanti incluso nella Pieve di Incino, nel 1786 entrò per un quinquennio a far parte della Provincia di Como, per poi cambiare continuamente i riferimenti amministrativi nel 1791, nel 1797 e nel 1798, quando contava 445 residenti.
Portato definitivamente sotto Como nel 1801, alla proclamazione del Regno d'Italia nel 1805 risultava avere 377 abitanti. Nel 1809 il municipio fu soppresso su risultanza di un regio decreto di Napoleone che lo unì ad Anzano, a cui era da sempre legata condividendo un’unica parrocchia, ma il Comune di Fabbrica fu restaurato nel 1816 dagli austriaci dopo il loro ritorno. Nel 1853 risultò essere popolato da 651 anime, salite a 699 nel 1871. Nel frattempo, nel 1863, il governo italiano aveva cambiato il nome della località adottando quello attuale a ricordo della nobile famiglia Durini (i conti di Monza) che è tuttora proprietaria del locale castello . Il censimento del 1921 registrò 775 residenti, ma nel 1928 il regime fascista decise la definitiva soppressione del municipio aggregandolo ad Alzate, nonostante i succitati legami storici con Anzano.

## Monumenti e luoghi d'interesse

### Architetture civili
Nella frazione è ubicato il Castello Durini, risalente al X secolo, di proprietà dell'omonima famiglia.